# Georg Wagner (Heimatforscher)

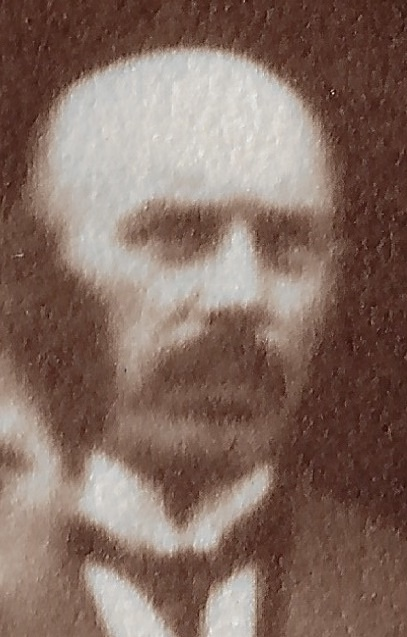
Georg Wagner im Jahr 1916

Georg Wagner (* 10. Oktober 1876 in Obertiefenbach; † 6. März 1955 in Wiesbaden) war ein deutscher Volksschullehrer, Sachbuchautor und Heimatforscher.

## Herkunft, Ausbildung und Beruf
Georg Wagner wurde als ältestes von acht Kindern des Landwirts Georg Aloysius Wagner und seiner Ehefrau Katharina Brigitte geborene Meilinger in der hessischen Gemeinde Obertiefenbach, die damals zum Oberlahnkreis gehörte, geboren und wuchs dort auf. Heute ist der Ort Teil der Gemeinde Beselich und gehört dem fusionierten Landkreis Limburg-Weilburg an. Wagner gehörte der katholischen Konfession an.
Nach dem Besuch der Volksschule in Obertiefenbach vom 2. März 1882 bis 1890 besuchte er ein zweijähriges Lehrerseminar mit Erfolg.
Wagner schloss am 27. November 1901 in Obertiefenbach die Ehe mit Katharina geborene Schlitt (Schwester des späteren Landrats von Wiesbaden Karl Josef Schlitt) und zog nach Oberhattert, wo er an der Elementarschule seinen Beruf als Volksschullehrer ausübte. In den 1920er Jahren nahm er eine Stelle als Volksschullehrer an einer Wiesbadener Schule an und wohnte in Wiesbaden-Dotzheim bis zu seinem Lebensende. Sein Grabmal befindet sich auf dem Obertiefenbacher Friedhof.
Von den 1920er Jahren bis zu seinem Tod schrieb Wagner mehrere umfangreiche heimatgeschichtliche Bücher sowie heimatkundliche Artikel in Tageszeitungen.

## Werke (Auswahl)
Während seiner Zeit in Dotzheim verfasste Georg Wagner als Autor mehrere Heimatbücher:
- Kloster- und Wallfahrtsstätte Beselich. Wiesbaden-Dotzheim 1935.
- Obertiefenbach in seiner Vergangenheit. Gemeinde Obertiefenbach, Wiesbaden-Dotzheim 1954.

Die nachfolgenden historischen heimatkundlichen Artikel von Georg Wagner erschienen in der nassauischen Presse:
- Konsolidation zu Obertiefenbach vor 100 Jahren. Nassauische Bauern-Zeitung, Wiesbaden 3. August 1933.
- Nassauische Heimat – Beilage zur Landeszeitung (Hrsg.): Das Schicksal des Dorfes Obertiefenbach von 1711 – 1775. Matthias-Grünewald-Verlag, Wiesbaden 20. März 1935.

## Würdigung
Die Gemeinde Obertiefenbach würdigte in den 1960er Jahren die besonderen Verdienste ihres verstorbenen Historikers und Sachbuchautors mit der Neuvergabe der Straßenbezeichnung des bisherigen Neuen Wegs in „Georg-Wagner-Straße“.